# Notträsk
För sjöar med snarlika namn, se: Notträsket
Notträsk är en by belägen nio kilometer norr om Boden. Byn har cirka tio invånare. Namnet Notträsk tros härstamma från den tid det begav sig med notfiske i den stora, grunda sjön Notträsket.
Notträsk är känt för sina rikliga mineralförekomster av främst nickel, järn, kobolt, mangan, koppar och även guld. Det finns fyra småföretag i Notträsk, bland annat åkerinäring, smide, hundträningscenter och kennel.